# Александр Карл (герцог Ангальт-Бернбурга)
Александр Карл Ангальт-Бернбургский (нем. Alexander Carl von Anhalt-Bernburg; 2 марта 1805, Балленштедт — 19 августа 1863, Хойм) — последний герцог Ангальт-Бернбурга.

## Биография
Александр Карл — сын князя Алексиуса Фридриха Кристиана и принцессы Марии Фридерики Гессен-Кассельской. Наследовал своему отцу в Ангальт-Бернбурге 24 марта 1834 года. При Александре Карле в Бернбурге была проложена железная дорога. Вследствие прогрессировавшего душевного заболевания герцог удалился в Хоймский замок, где провёл последние годы жизни под медицинским наблюдением в обществе своего камергера, художника Вильгельма фон Кюгельгена.
Супруга Александра Карла Фридерика Шлезвиг-Гольштейн-Зондербург-Глюксбургская была назначена соправительницей.
Александр Карл умер, не оставив наследников. Тем самым линия Ангальт-Бернбурга угасла, и герцогство отошло Ангальту со столицей в Дессау.